# 켄 스워퍼드
켄 스워퍼드(Ken Swofford, 1933년 7월 25일 ~ 2018년 11월 1일)는 미국의 배우, 성우, 각본가이다.

## 출연 작품
- 방학 대소동 - 여름방학 구출작전 (2001년) - 코치 역
- 스트레인저 앳 마이 도어 (1991년)
- 델마와 루이스 (1991년)
- 테이킹 베버리힐즈 (1991년)
- 스텝포드의 비밀 (1987, The Stepford Children)
- 도박사 2 (1983년)
- 애니 (1982년)
- 더 폴 가이 (1981년)
- 할리우드의 건달들 (1981년)
- 오레곤 2000마일 (1977년)
- 암살 음모 (1977년)
- 원 리틀 인디언 (1973년)
- 경찰 초년병 (1972년)
- 보잉 707 비상 착륙 (1972년)
- 안드로메다의 위기 (1971년)
- 여섯 소년들 (1971년)
- 더 로이어 (1970년)
- 전쟁 영웅의 공포 (1967년)
- 파더 구즈 (1964년)

### 텔레비전
- 딜론 보안관 (1967-75)
- 제5전선 (1970-71)
- 달리는 사이먼 (1982-88)
- 내일은 스타 (1983-85)
- 제시카의 추리극장 (1985-92)
- 다이너스티 (1988-89)
- SOS 해상 구조대 (1991-92)